# قصردشت کمین
قصرالدشت کمین یک منطقهٔ مسکونی در ایران است که در دهستان کمین شهرستان پاسارگاد واقع شده‌است.
قصردشت مقر ییلاقی کلانتر ایل باصری بود.